# Kraainem/Crainhem
Kraainem/Crainhem – stacja metra w Brukseli, na linii 1. Zlokalizowana jest za stacją Alma i Stockel/Stokkel. Została otwarta 31 sierpnia 1988.